# Brückensprengungsdenkmal

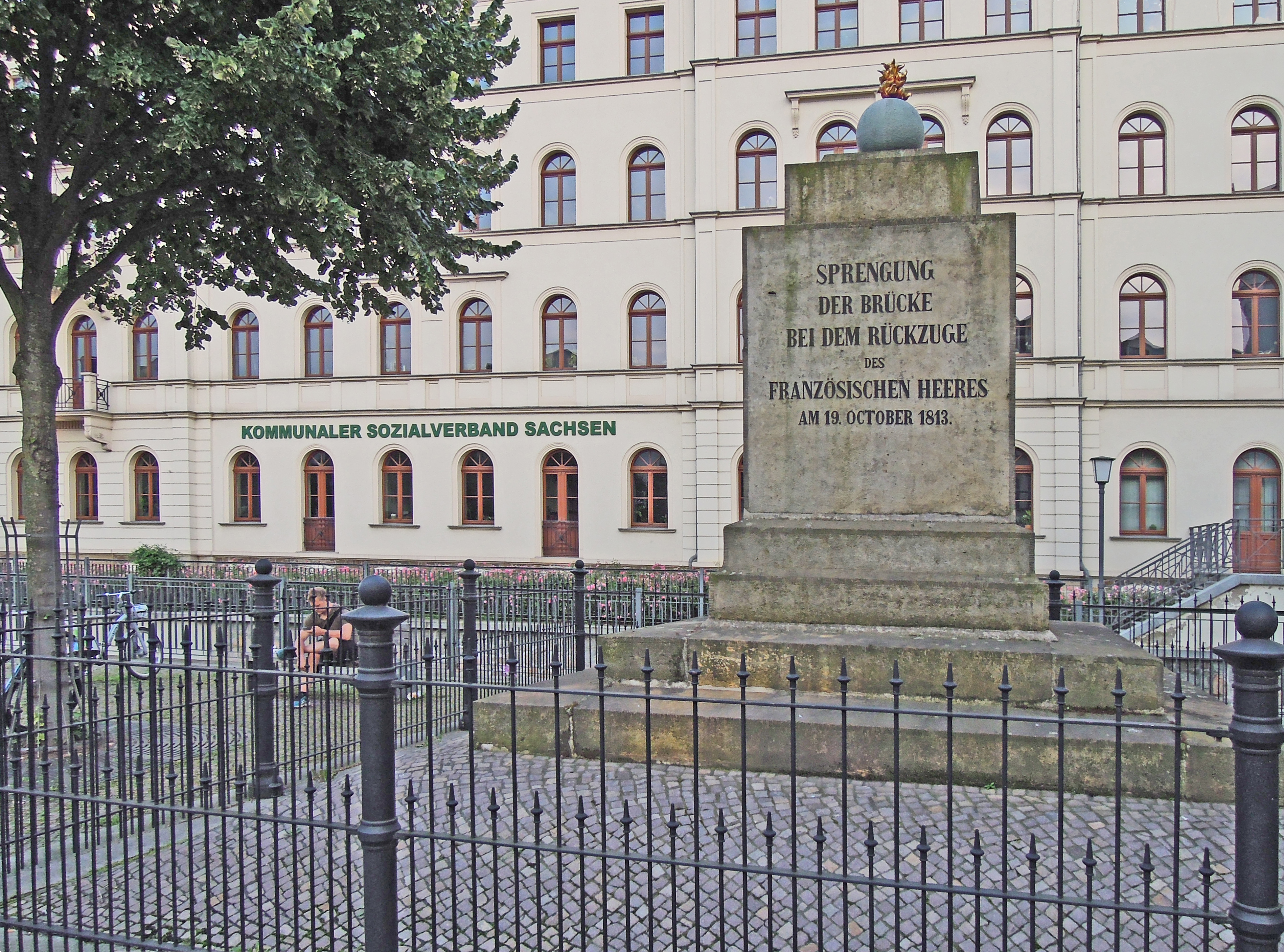
Brückensprengungsdenkmal in Leipzig (2017)

Das Brückensprengungsdenkmal erinnert an ein Ereignis der Leipziger Völkerschlacht. Es befindet sich im Leipziger Stadtbezirk Mitte an der heutigen Funkenburgbrücke über den Elstermühlgraben und steht unter Denkmalschutz.

## Beschreibung

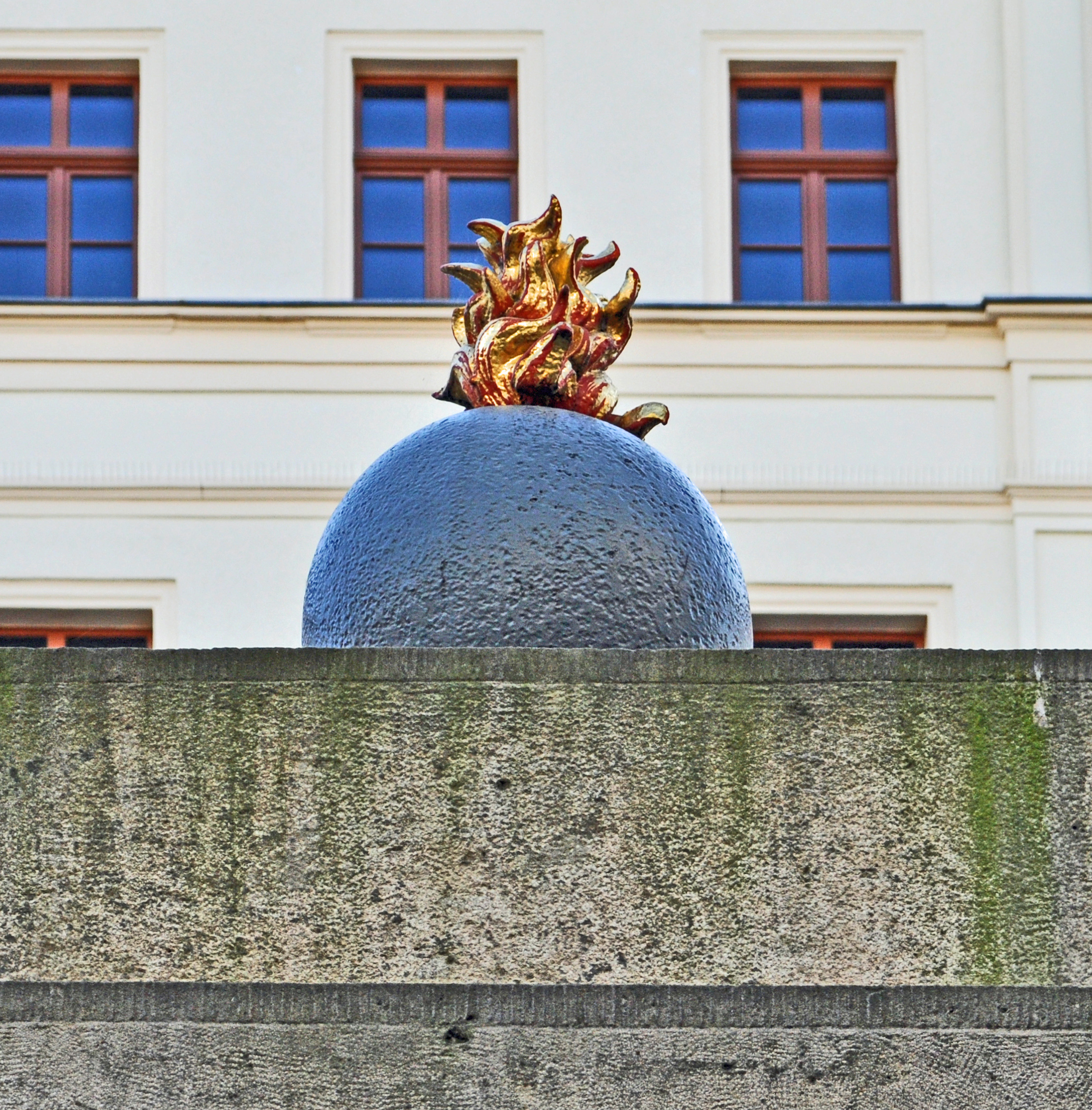
Sprenggranate mit stilisierter züngelnder Flamme (2012)

Das Denkmal ist ein monumentaler mehrstufiger Sockel aus Sandstein und Granit, der in Über-Kopf-Höhe von einer kugelförmiger Sprenggranate gekrönt wird. Hinter dem Denkmal verläuft der Elstermühlgraben, davor liegt eine gestaltete Fläche an der Straßenkreuzung Ranstädter Steinweg / Thomasiusstraße / Jahnallee. Zur Straßenseite hin ist auf dem Steinsockel die Inschrift Sprengung der Brücke bei dem Rückzuge des französischen Heeres am 19. October 1813 angebracht. Die Kanonenkugel ist aus Eisenguss und mit einer stilisiert aufzüngelnden Flamme versehen. Früher sollen auf einer Stufe des Sockels umlaufend weitere 16 Kanonenkugeln gelegen haben. Das Denkmal wird von einem eisernen Gitterzaun umfasst.

## Geschichte des Denkmals

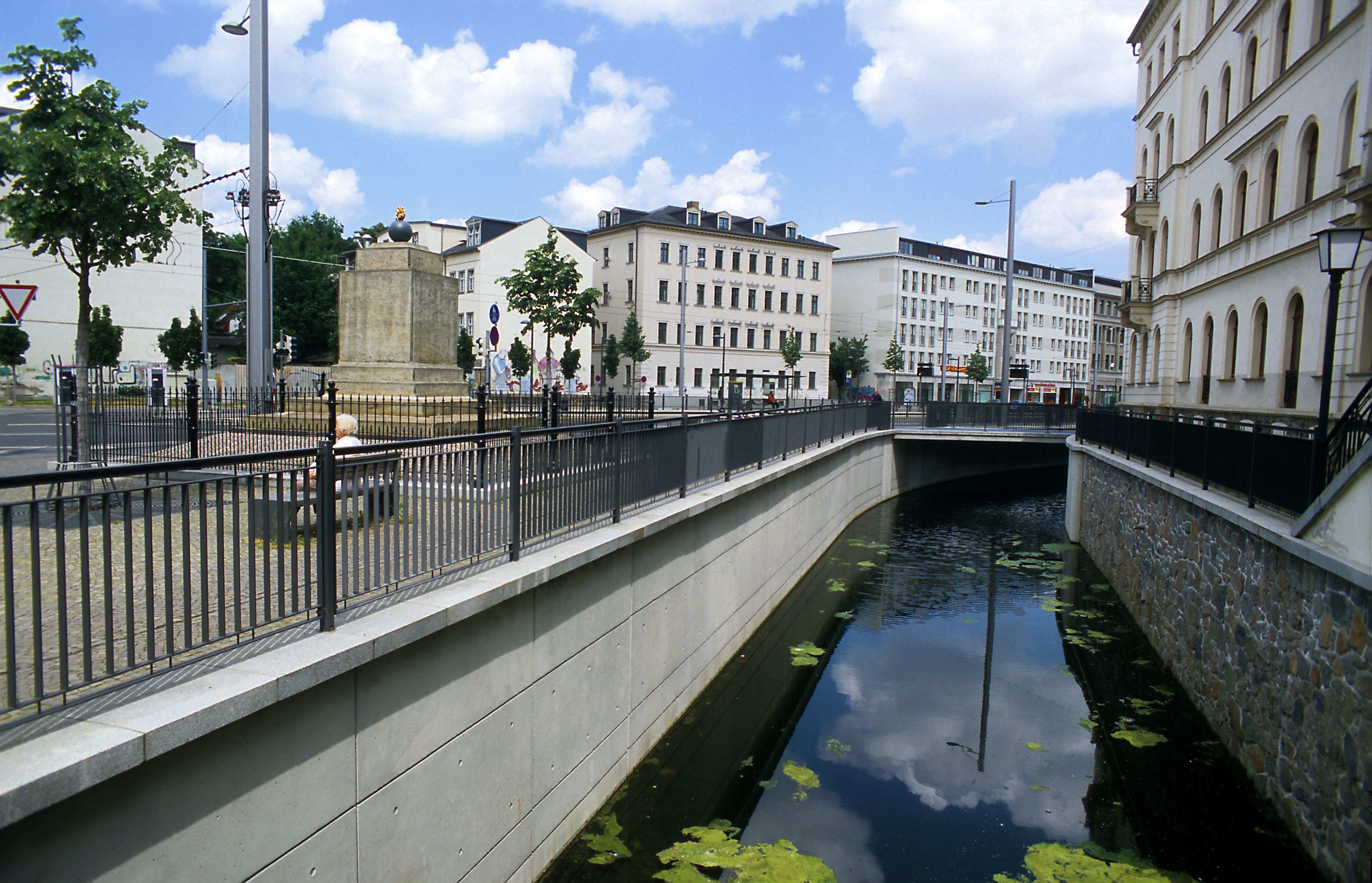
Der Elstermühlgraben, links das Brückensprengungsdenkmal (2008)

Das Denkmal wurde vom „Verein zur Feier des 19. October“ am 19. Oktober 1863, auf den Tag genau 50 Jahre nach den Ereignissen, an die es erinnert, eingeweiht. Die Stadt hatte das Vorhaben genehmigt und die erforderliche Fläche kostenlos zur Verfügung gestellt. Eine Vorbedingung dafür lautete, dass am Denkmal keine Inschrift gegen das französische Volk angebracht wurde. Das Denkmal blieb auch nach 1945 bestehen. Zu Anfang des 21. Jahrhunderts wurden der Elstermühlgraben freigelegt und die Straße entsprechend umgebaut. In diesem Zusammenhang wurde das Sandsteinmonument von 2005 bis 2006 abgebaut, gründlich restauriert und auf einer neu angelegten und gestalteten Fläche unweit des alten Standorts neu aufgebaut.

## Sprengung der Brücke 1813

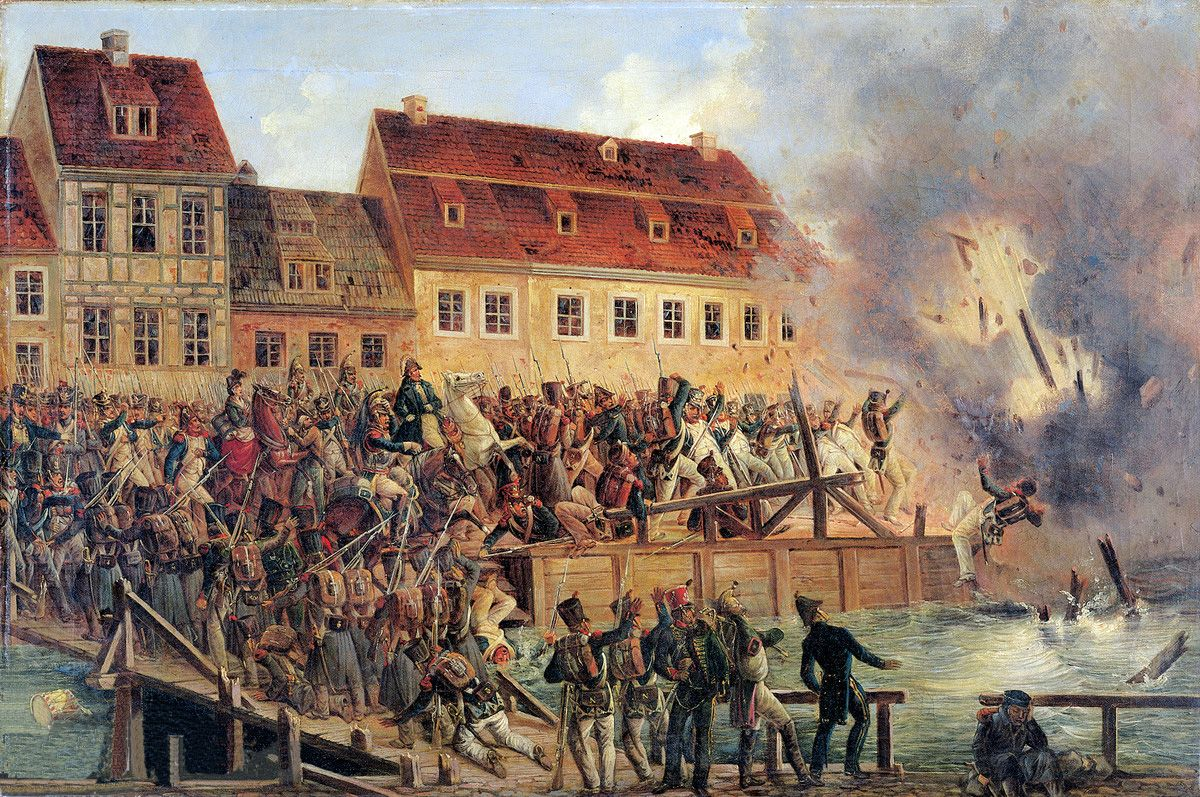
Sprengung der Elsterbrücke am 19. Oktober 1813, Ölgemälde von Ernst Wilhelm Straßberger (vor 1866)

Nach der Niederlage Napoleons und seiner Verbündeter in der Völkerschlacht bei Leipzig am 18. Oktober 1813 konnten die Franzosen für ihren Rückzug in Richtung Thüringen nur einen möglichen Weg benutzen. Dies war die Chaussee nach Lindenau, die auf einem Damm durch häufig überflutetes Gelände führte. Gleich hinter dem Äußeren Rannischen Tor der Leipziger Stadtbefestigung führte die Chaussee über die sogenannte steinerne Elsterbrücke. Napoleon hatte angeordnet, diese zu sprengen, um eine Verfolgung durch die feindlichen Alliierten zu verhindern. Irrtümlich zündete der verantwortliche Korporal die Sprengladung aber vorzeitig, wodurch 20.000 Franzosen in Leipzig eingeschlossen und selbst an der Flucht gehindert waren. Viele ertranken bei dem Versuch, den durch starke Regenfälle angeschwollenen Fluss zu durchschwimmen, darunter auch der auf französischer Seite kämpfende polnische General Józef Antoni Poniatowski, oder gerieten in Gefangenschaft. Napoleon selbst war gerade eine halbe Stunde zuvor über die Brücke geritten.